# Érichthonios (fils de Dardanos)
Pour les articles homonymes, voir Érichthonios.
Dans la mythologie grecque, Érichthonios, fils de Dardanos et de Batia, est un roi mythique de Dardanie. Il était réputé être l'homme le plus riche de son temps.
Il fait partie de la liste donnée par Homère et Apollodore des ancêtres des héros troyens, notamment Hector et Énée : 
- Lignée agnatique d'Hector : 
  - Zeus – Dardanos – Érichthonios – Tros – Ilos – Laomédon – Priam – Hector.
- Pour Énée : 
  - Zeus – Dardanos – Érichthonios – Tros – Assaracos – Capys – Anchise – Énée.

D'après Apollodore, il devient roi de Dardanie à la mort de son frère Ilos qui n'avait pas d'enfants. Il épouse Astyoché, la fille du dieu-fleuve Simoïs, dont il a un fils, Tros.

## Sources
- Pseudo-Apollodore, Bibliothèque [détail des éditions] [lire en ligne] (III, 12, 1-2).
- Homère, Iliade [détail des éditions] [lire en ligne] (XX, 215-240).